# مجلس العائلة المالكة السعودية
مجلس العائلة المالكة السعودية هو مجلس يهتم بشؤون عائلة وأسرة آل سعود.
أول رئيس لمجلس العائلة المالكة السعودية هو الأمير محمد بن عبد العزيز آل سعود حتى وفاته عام 1409هـ . ثاني رئيس لمجلس العائلة المالكة هو الأمير سعد بن عبد العزيز آل سعود من 1409هـ حتى عام 1414هـ .
ثالث رئيس لمجلس العائلة المالكة هو الملك فهد بن عبد العزيز آل سعود منذ عام 1414الى عام 1425 .
يرأس مجلس العائلة المالكة الآن الملك سلمان بن عبد العزيز آل سعود.
يتكون مجلس العائلة المالكة السعودية من ثمانية عشر فردا نصفهم من أبناء الملك عبد العزيز والباقي من عموم العائلة المالكة من ذرية الامام محمد بن سعود مؤسس الدولة السعودية الأولى، ومهمة هذا المجلس النظر في شئون العائلة الداخلية فقط وليس له أدنى علاقه بالسياسة.

## وصلات خارجية
- مجلس جديد للعائلة المالكة في السعودية